# جامعة إنتشون

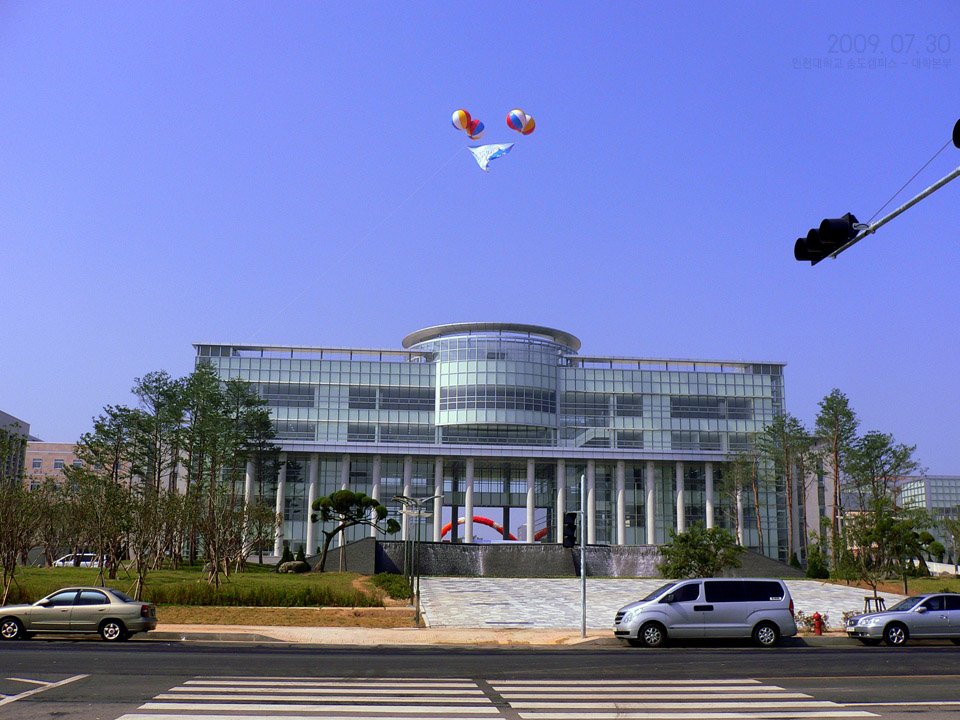
المبنى الرئيسي لجامعة إنتشون، كوريا الجنوبية

جامعة إنتشون (University of Incheon) هي جامعة حكومية تقع في مدينة إنتشون في كوريا الجنوبية.
أُنشئت كجامعة خاصة تحت اسم «كلية إنتشون للتكنولوجيا» في يناير 1979. ثم عدل اسمها لتصبح كلية إنتشون في ديسمبر من نفس العام، ثم طورت في عام 1988 لتصبح جامعة. ثم ضمت في عام 1994 إلى هيئة الجامعات الحكومية.
وتضم الجامعة كليات للدراسات الإنسانية والعلوم الطبيعية والاجتماعية والحقوق الهندسة والتكنولوجيا المعرفية والاقتصاد والفنون والتربية الفيزيائية.

## وصلات خارجية
- الموقع الرسمي

(بالكورية)(بالإنجليزية)(بالصينية)(باليابانية)